# Phương Sơn, Lữ Lương
Phương Sơn (chữ Hán giản thể: 方山县, âm Hán Việt: Phương Sơn huyện) là một huyện thuộc địa cấp thị Lữ Lương, tỉnh Sơn Tây, Cộng hòa Nhân dân Trung Hoa. Huyện Phương Sơn có diện tích 1433 km², diện tích dân số năm 2002 là 140.000 người. Huyện Phương Sơn được chia thành 4 trấn và 7 hương. 
- Trấn: Khất Đồng, Mã Phường, Dục Khẩu, Đại Vũ.
- Hương: Khai Phủ, Phương Sơn, Ma Địa Hội, Thạch Trạm Đầu, Trương Gia Tháp, Hạ Tích, Điếm Bình.